# Noční vlak do Lisabonu (film)
Noční vlak do Lisabonu (anglicky: Night Train to Lisbon) je německo- švýcarsko-portugalský filmový thriller, který natočil v anglickém jazyce režisér Bille August v roce 2013. Filmový scénář vycházející ze stejnojmenné knižní předlohy švýcarského spisovatele Pascala Merciera napsali Greg Latter a Ulrich Herrmann. Film s mezinárodním hereckým obsazením byl poprvé uveden mimo soutěž na 63. Berlínském mezinárodním filmovém festivalu 13. února 2013.

## Obsazení
| Jeremy Irons       | Raimund Gregorius                     |
| Jack Huston        | Amadeu do Prado                       |
| Charlotte Rampling | Adriana (starší)                      |
| Martina Gedeck     | Mariana                               |
| Bruno Ganz         | Jorge O'Kelly (starší                 |
| Christopher Lee    | páter Bartolomeu (starší)             |
| Lena Olin          | Estefânia (starší)                    |
| Tom Courtenay      | João Eça (starší)                     |
| Burghart Klaußner  | soudce Prado                          |
| Mélanie Laurent    | Estefânia (mladá)                     |
| Filipe Vargas      | páter Bartolomeu (mladý)              |
| Beatriz Batarda    | Adriana (mladá)                       |
| Marco d'Almeida    | João Eça (mladý)                      |
| August Diehl       | Jorge O'Kelly (mladý)                 |
| Adriano Luz        | Rui Luís Mendes („Řezník z Lisabonu“) |

## Děj
Jednoho deštivého dne, při chůzi přes most v Bernu, spatří Raimund Gregorius, profesor starověkých jazyků, na zábradlí stojící mladou ženu v červeném kabátě, chystající se ke skoku. Profesor upustí svůj kufřík a stáhne ji dolů. Dívka mu pomáhá posbírat sešity a knihy, zeptá se, zda může jít s ním a doprovodí ho do školy, kde učí. V polovině hodiny, ale odejde a zanechá ve třídě svůj kabát.
Raimund s kabátem vyběhne za ní, ale marně. Zkontroluje její kapsy pro identifikaci a najde jen malou knihu s názvem Um Ourives das Palavras (Zlatník slov), monografii autora Amadeu do Prado s adresou knihkupectví. Knihkupec si vzpomíná na dívku, která knihu koupila a při listování z ní vypadne jízdenka na vlak do Lisabonu. Vlak odjíždí za 15 minut. Zmateně a nejistě, Raimund spěchá na nádraží, ale žena je v nedohlednu. Na poslední chvíli se rozhodne využít jízdenku sám, a během cesty se začte do knihy.
Po příjezdu do Lisabonu se ubytuje v hotelu a podle adresy uvedené v telefonním seznamu, vyhledá druhý den spisovatelův dům. Otevře mu stará žena, Amadeova sestra Adriana a když se Raimund představí a řekne, že by rád poznal autora knihy, kterou má v ruce, pozve ho dál a ukáže mu dům a ordinaci, ve které mu celý život asistovala jako zdravotní sestra. Z jejího chování má Raimund dojem, že její bratr stále žije, je lékař a dozví se, že kniha, kterou napsal byla vytištěna pouze ve 100 výtiscích. Když Raimund odchází, služebná mu řekne, že Amadea může najít na městském hřbitově. Raimund najde hrob a zjistí, že Amadeu do Prado zemřel před téměř 30 lety, v roce 1974. Na jeho hrobě je vyryt nápis „Pokud je diktatura skutečností, je revoluce povinností“.
Na ulici vrazí do Raimunda, který je silně krátkozraký, cyklista a rozbije mu brýle. Profesor proto vyhledá místní oční lékařku, která mu důkladně vyšetří zrak a Raimund si nechá na její doporučení zhotovit nové lehké brýle. Zároveň jí ukazuje knihu a vypráví své zážitky. Když se vrací s novými brýlemi, lékařka Mariana mu řekne, že její strýc João Eça Amadea dobře znal a je ochoten si s ním promluvit. Raimund s Marianou navštíví pečovatelský dům, kde její strýc João Eça, se zmrzačenýma rukama a s podlomeným zdravím v důsledku mučení a věznění za Salazarova režimu, žije. Raimund se od něho dozví, že spolu s Amadeem byli v odboji proti Salazarově diktatuře. Raimund pak navštíví kněze Bartolomea, který Amadea učil a později pohřbíval. Amadeu trpěl aneurysmatem a zemřel na krvácení do mozku v průběhu Karafiátové revoluce, která ukončila Salazarovu diktaturu. Navštíví také lékárníka Jorge O'Kelly, který ještě provozuje lékárnu, kterou mu po studiích zařídil Amadeu. Z počátku odmítá s profesorem mluvit, ale když si Raimund získá jeho důvěru, podělí se s ním o svoje vzpomínky.
Dále se filmový děj odvíjí v retrospektivě.
Amadeu byl chlapec z aristokratické rodiny, který se spřátelil s Jorgem O'Kelly, který pocházel z chudých poměrů a spolu tajně studovali spisy o filozofii a politice, které nebyly za Salazara povoleny. Při projevu na závěr studia, Amadeu nezakrýval svoje opovržení autoritářským režimem i církví, která s ním spolupracovala. To vyvolalo velkou nelibost především u jeho otce, respektovaného soudce.
Jako lékař, Amadeu nikdy neodmítl pacienta, a když Mendes, obávaný člen Salazarova režimu, tzv. „Řezník z Lisabonu“, byl přinesen do Amadeovy ordinace, zachránil mu život. Amadeovi přátelé tím byli šokováni, zejména Jorge, který v té době byl již v odboji. Později, Amadeu vyhledal svého přítele, lékárníka Jorgeho O'Kelly a prohlásil, že i on by se rád připojil k odboji. Jorge představil Amadea Joãovi a Estefânii, své přítelkyni s fotografickou pamětí, která pomohla odboji tím, že si zapamatovala jména lidí a kontaktní informace. Od první chvíle, kdy se uviděli se Amadeu s Estefânii do sebe zamilovali a když jejich skupině hrozilo vyzrazení před vypuknutím revoluce proti Salazarovi, Amadeu převezl tajně Estefânii do Španělska. Před odjezdem je dostihne Jorge se zbraní v ruce a chce Estefânii zastřelit ze strachu, že po případném dopadení by mohla vyzradit všechny kontakty, které znala nazpaměť. Amadeu chápe, že Jorge je veden i žárlivostí a když vystoupí z auta, jeho úmysl mu rozmluví.
Raimund se dozvídá, že Estefânia ještě žije ve španělské Salamance. Mariana se nabídne, že Raimunda odveze do Španělska autem a Estefânia mu vypráví zbytek příběhu, kdy ji Amadeu převezl do Španělska a pak chtěl aby spolu odjeli za moře a začali společný život. Estefânia to však odmítla proto, že musela předat zprávy k zahájení revoluce a také proto, že se obávala, že by pro Amadea byla přítěží. Amadeu ji pak odvezl k jejím známým, žijícím v Salamance a zklamaný se vrátil do Lisabonu. Když se dozvěděla, že Amadeu zemřel, přijela na pohřeb a pak se zase vrátila do Španělska, kde vystudovala a stala se profesorkou historie na univerzitě.
Když se Raimund vrátí do Lisabonu, vyhledá ho v hotelu mladá žena, kterou zachránil na mostě a říká mu, že chtěla skončit se životem, protože se právě dozvěděla z knihy, že její milovaný dědeček byl „Řezník z Lisabonu“, ale ona se učí přijmout to a žít dál. Profesor jí vrátí její kabát, který měl stále u sebe a informuje ředitele školy, že se vrací ke své práci. Prožité události a nová pevná přátelství, která navázal se stanou katalyzátorem Raimundova dosavadního života. Doprovázen Marianou odchází na nádraží, aby se vrátil do Bernu. V posledním okamžiku, když se chystá váhavě nastoupit do vlaku mu Mariana říká, že má ještě jednu možnost – zůstat.